# Nemanja Bjelica

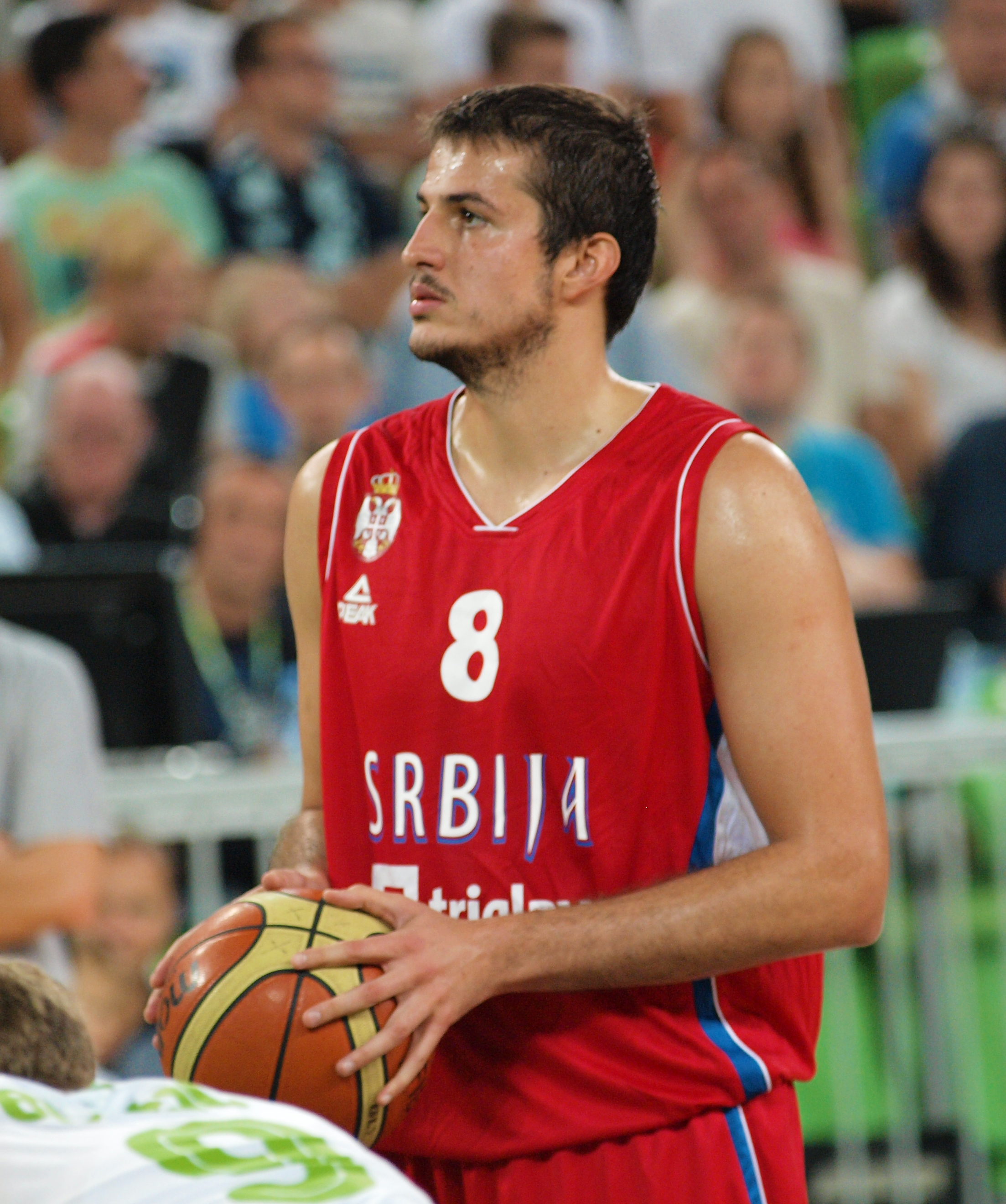

Nemanja Bjelica (Belgrado, 9 de maio de 1988) é um basquetebolista profissional sérvio, atualmente joga no Fenerbahçe. Ele também representa a Seleção Sérvia internacionalmente. Bjelica foi o MVP da EuroLeague em 2015.

## Carreira profissional

### Arkadia Traiskirchen (2007–2008)
Bjelica começou a jogar basquete na escola de basquete Aca Janjić, antes de ingressar nas categorias de base do Partizan.
Ele começou sua carreira profissional na temporada de 2007-08 com o Traiskirchen Lions da Liga Austríaca e teve média de 8,5 pontos em 26 jogos.

### Estrela Vermelha (2008–2010)
Após uma temporada no exterior, ele voltou para a equipe sérvia Estrela Vermelha e passou duas temporadas bem-sucedidas lá, sob o comando do técnico Svetislav Pešić. 
Durante a temporada de 2008-09, ele fez avanços e conquistou um lugar na formação titular. Ele foi particularmente conhecido por sua performance durante a EuroCup por seus arremessos. Mais tarde, Bjelica citou o técnico Pešić como uma das principais razões para sua melhora como jogador. O treinador confiou a Bjelica a tarefa de manusear bola em várias ocasiões, o que ajudou a se desenvolver como jogador.
Bjelica foi elaborado pelo Washington Wizards com a 35ª escolha do Draft da NBA de 2010. Seus direitos foram então negociados para o Minnesota Timberwolves.

### Saski Baskonia (2010-2013)
Em agosto de 2010, Bjelica assinou um contrato de cinco anos com o clube espanhol Saski Baskonia.
Em sua primeira temporada no clube, ele não teve muito tempo de jogo, com média de apenas 9 minutos. Em sua segunda temporada no Baskonia, ele obteve uma média de 4,8 pontos por jogo em 13 minutos. Sua terceira e última temporada no clube foi a mais bem-sucedida, já que jogou em 26 jogos, com médias de 9,9 pontos, 4,8 rebotes, 1,3 assistências e 1 roubada de bola por jogo.

### Fenerbahçe (2013-2015)
Em 22 de julho de 2013, Bjelica assinou um contrato de três anos com a equipe turca Fenerbahçe, que era liderada por um dos grandes treinadores da Europa, Željko Obradović. Ele citou Obradović como a principal razão pela qual ele não foi à NBA.
Na temporada de 2013-14, ele já se tornou um dos principais jogadores do Fenerbahçe com médias de 10,4 pontos, 6,1 rebotes, 2,2 assistências e 1,6 roubadas de bola em mais de 24 jogos na EuroLeague.
Na temporada seguinte, Bjelica melhorou como jogador e teve mais consistência. Em 30 de março de 2015, ele foi nomeado o MVP do mês da EuroLeague em março, seu primeiro prêmio mensal em sua carreira. Em mais de 4 jogos disputados em março, ele obteve uma média de 15 pontos, 9 rebotes, 3 assistências e 1 bloqueio por jogo. Eventualmente, Bjelica foi nomeado o MVP da EuroLeague. O Fenerbahçe também avançou para a Final Four da EuroLeague pela primeira vez na história da equipe.
Em 15 de maio de 2015, eles perderam na semifinal para o Real Madrid por 87-96. Eventualmente, o Fenerbahçe terminou em 4º lugar, depois de perder o jogo do terceiro lugar para o CSKA Moscou por 86-80.
Essa temporada foi a melhor de Bjelica no clube, ele teve médias de 12,1 pontos, 8,5 rebotes, 1,9 assistências e 1,3 roubadas de bola por jogo.
Em 1 de julho de 2015, Bjelica optou por não renovar seu contrato com o Fenerbahçe para jogar na NBA.

### Minnesota Timberwolves (2015–2018)
Em 14 de julho de 2015, Bjelica assinou contrato com o Minnesota Timberwolves.
Ele estreou nos Timberwolves na estréia da temporada em 28 de outubro de 2015, registrando oito pontos e cinco rebotes em uma vitória por 112-111 sobre o Los Angeles Lakers. Em 7 de novembro de 2015, ele teve o melhor jogo da temporada com 17 pontos, 11 rebotes, cinco assistências, um roubo de bola e um bloqueio contra o Chicago Bulls.
Em 16 de março de 2017, ele foi descartado pelo resto da temporada de 2016–17 com uma lesão no pé esquerdo. Ele foi operado cinco dias depois para reparar um osso navicular fraturado no pé esquerdo.
Bjelica perdeu 15 jogos nos meses de novembro e dezembro da temporada de 2017-18 com uma torção no pé esquerdo. Em 8 de março de 2018, ele marcou 30 pontos e 12 rebotes em uma derrota de 117-109 para o Boston Celtics. Foi o seu primeiro jogo de 20/10 na NBA.
Em 3 temporadas em Minnesota, ele jogou em 192 jogos e registrou 1.165 pontos, 728 rebotes e 248 assistências.

### Sacramento Kings (2018–2021)
Em 21 de julho de 2018, apenas alguns dias depois de recusar um acordo com o Philadelphia 76ers com a intenção de retornar à Europa, Bjelica assinou um contrato de três anos e US $ 20,5 milhões com o Sacramento Kings. Em sua primeira temporada com a franquia, Bjelica teve média de 9,6 pontos, 5,8 rebotes e 1,9 rebotes.
A temporada de 2019-20 foi a melhor que Bjelica teve desde que chegou à NBA, ele teve médias de 11,5 pontos, 6,4 rebotes e 2,8 assistências em 72 jogos. A temporada foi suspensa em março como resultado da pandemia de COVID-19 e os Kings foram convidado para a Bolha da NBA. Eventualmente, eles não conseguiram se classificar para os playoffs e terminaram a temporada com um recorde de 31-41.

### Miami Heat (2021–Presente)
Em 25 de março de 2021, Bjelica foi negociado com o Miami Heat em troca de Maurice Harkless e Chris Silva.

## Carreira na seleção

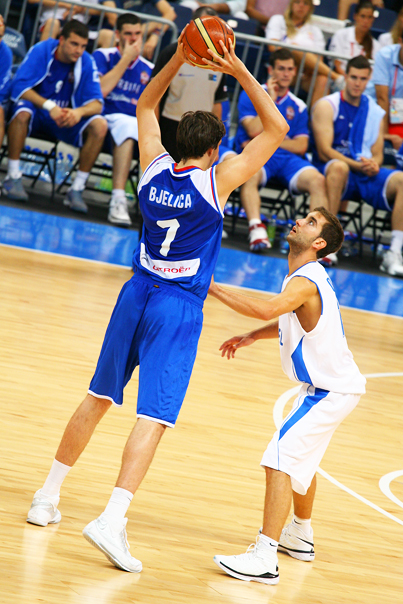
Bjelica ganhou a medalha de ouro na Universíada de Verão de 2009, realizada em Belgrado.

Bjelica fez parte da Seleção Sérvia que ganhou a medalha de prata no EuroBasket de 2009. Ele também foi membro da equipe sérvia no  Campeonato Mundial de Basquetebol Masculino de 2010, onde a Sérvia foi medalha de bronze, depois de terem perdido para os anfitriões, a Turquia, em uma semifinal altamente controversa. Ele também participou do EuroBasket de 2011, na Lituânia, onde a Sérvia terminou em oitavo.
Durante a EuroBasket de 2013 na Eslovênia, Bjelica se tornou um dos veteranos de uma equipe jovem e incompleta da Sérvia, liderando a equipe ao lado do capitão Nenad Krstić e de Nemanja Nedović. A Sérvia acabou sendo varrida pela Espanha nas quartas de final, mas o time teve boas atuações, principalmente contra a Lituânia e a França. Durante o torneio, ele obteve uma média de 10 pontos, 7 rebotes e 1,9 assistências por jogo.
Ele também foi membro da equipe que conquistou a medalha de prata na Campeonato Mundial de Basquetebol Masculino de 2014, sob o comando do técnico Aleksandar Đorđević. Embora sua forma de arremesso de três pontos não tenha sido impressionante durante o torneio, ele ainda era um dos jogadores mais importantes da equipe, desempenhando todos os tipos de papéis com seu manuseio, passe, rebote e pontuação. Ele terminou o torneio com médias de 11,9 pontos, 6,9 rebotes e 2,8 assistências por jogo.
Ele também foi membro da equipe que ficou em 4° lugar no EuroBasket de 2015. Sendo um dos líderes da equipe, juntamente com Miloš Teodosić e Miroslav Raduljica, Bjelica teve médias de 13,9 pontos, 6,6 rebotes e 2,7 assistências por jogo.
No Campeonato Mundial de Basquetebol Masculino de 2019, a Sérvia foi considerada a favorita para ganhar o troféu, mas acabou perdendo nas quartas de final para a Argentina. Com vitórias sobre os Estados Unidos e a República Tcheca, eles terminaram em quinto lugar. Bjelica foi o terceiro melhor jogador da equipe, atrás de Bogdan Bogdanović e Nikola Jokić, com média de 10,7 pontos, 4,7 rebotes e 2,7 assistências.

## Vida pessoal
Bjelica foi criada nos Blokovi de Nova Belgrado. Ele se casou com Mirjana em junho de 2012.

## Estatísticas

### NBA
| † | Campeão da temporada |

#### Temporada regular
| Ano      | Equipe     | PJ  | PT  | MPJ  | AP   | 3P   | LL   | RT  | AS  | BR | TO | PPJ  |
| -------- | ---------- | --- | --- | ---- | ---- | ---- | ---- | --- | --- | -- | -- | ---- |
| 2015–16  | Minnesota  | 60  | 0   | 17.9 | .468 | .384 | .727 | 3.5 | 1.4 | .4 | .4 | 5.1  |
| 2016–17  | Minnesota  | 65  | 1   | 18.3 | .424 | .316 | .738 | 3.8 | 1.2 | .6 | .3 | 6.2  |
| 2017–18  | Minnesota  | 67  | 21  | 20.5 | .461 | .415 | .800 | 4.1 | 1.3 | .7 | .2 | 6.8  |
| 2018–19  | Sacramento | 77  | 70  | 23.2 | .479 | .401 | .761 | 5.8 | 1.9 | .7 | .7 | 9.6  |
| 2019–20  | Sacramento | 72  | 67  | 27.9 | .481 | .419 | .821 | 6.4 | 2.8 | .9 | .6 | 11.5 |
| 2020–21  | Sacramento | 26  | 1   | 16.9 | .460 | .293 | .762 | 3.8 | 1.9 | .3 | .1 | 7.2  |
| 2020–21  | Miami      | 11  | 2   | 14.2 | .435 | .370 | .556 | 2.5 | 1.8 | .6 | .3 | 5.0  |
| 2021-22  | Warriors † | 71  | 0   | 16.1 | .468 | .362 | .728 | 4.1 | 2.2 | .6 | .4 | 6.1  |
| Carreira | Carreira   | 449 | 162 | 20.4 | .466 | .384 | .759 | 4.6 | 1.8 | .6 | .4 | 7.6  |

#### Playoffs
| Ano      | Equipe     | PJ | PT | MPJ  | AP   | 3P   | LL   | RT  | AS  | BR  | TO | PPJ |
| -------- | ---------- | -- | -- | ---- | ---- | ---- | ---- | --- | --- | --- | -- | --- |
| 2018     | Minnesota  | 5  | 0  | 9.4  | .438 | .517 | .714 | 3.0 | .6  | .6  | .0 | 4.6 |
| 2021     | Miami      | 2  | 0  | 15.0 | .455 | .500 | .667 | 2.5 | 1.0 | 1.0 | .5 | 9.0 |
| 2022     | Warriors † | 15 | 0  | 10.0 | .529 | .375 | .571 | 2.1 | 1.1 | .3  | .1 | 2.9 |
| Carreira | Carreira   | 22 | 0  | 10.3 | .492 | .478 | .650 | 2.3 | 1.0 | .4  | .1 | 3.8 |

### EuroLeague
| Ano      | Equipe     | PJ  | PT | MPJ  | AP   | 3P   | LL   | RT  | AS  | BR  | TO | PPJ  |
| -------- | ---------- | --- | -- | ---- | ---- | ---- | ---- | --- | --- | --- | -- | ---- |
| 2010–11  | Baskonia   | 13  | 2  | 9.0  | .250 | .222 | .500 | 1.7 | .5  | .2  | .0 | 1.2  |
| 2011–12  | Baskonia   | 10  | 5  | 13.9 | .563 | .474 | .750 | 2.1 | 1.0 | 1.3 | .3 | 4.8  |
| 2012–13  | Baskonia   | 26  | 9  | 23.1 | .459 | .310 | .741 | 4.8 | 1.3 | 1.0 | .3 | 9.9  |
| 2013–14  | Fenerbahçe | 24  | 18 | 25.1 | .474 | .416 | .846 | 6.1 | 2.2 | 1.6 | .4 | 10.4 |
| 2014–15  | Fenerbahçe | 29  | 20 | 27.8 | .500 | .351 | .684 | 8.5 | 1.9 | 1.3 | .7 | 12.1 |
| Carreira | Carreira   | 102 | 54 | 19.7 | .449 | .354 | .704 | 4.6 | 1.3 | 1.0 | .3 | 7.6  |

Fonte: